# قلعه علی‌آباد
قلعه علی‌آباد مربوط به دوره قاجار است و در شهرستان بیرجند، بخش مرکزی، روستای علی‌آباد واقع شده و این اثر در تاریخ ۱۰ خرداد ۱۳۸۲ با شمارهٔ ثبت ۸۹۴۰ به‌عنوان یکی از آثار ملی ایران به ثبت رسیده است.